# Euphonia (Sprachmaschine)

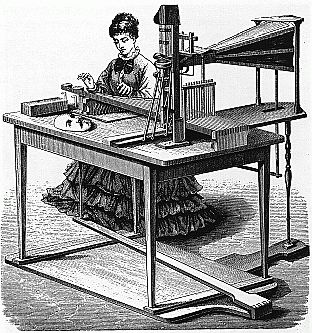
Joseph Fabers Euphonica um 1846, in der Form wie sie vermutlich in London ausgestellt wurde.

Euphonia war eine Maschine zur Erzeugung von menschlicher Sprache, die Joseph Faber im Jahr 1840 in Wien vorstellte. Als erste Sprechmaschine besaß sie eine Zunge und einen formveränderlichen Rachenraum und war außerdem zur Synthese von Gesang (unter anderem „God Save the Queen“) geeignet. Der Blasebalg wurde über ein Pedal getrieben, die Bedienung erfolgte über eine 16-tastige Klaviatur. An der Maschine war ein künstlicher Kopf angebracht, der scheinbar die Sprache produzierte.
Das Publikum, dem Faber in Wien die erste Version seiner Maschine vorstellte, zeigte sich unbeeindruckt, woraufhin Faber die Maschine aus Frust zerstörte. Etwas später nahm der Physiker Joseph Henry an einer privaten Vorführung der nachgebauten Euphonia teil und zeigte sich von den Möglichkeiten der Maschine beeindruckt. Ermutigt durch diesen Erfolg stellte Faber die Maschine 1846 in London aus, wo sie mehr Aufsehen erregte. Finanziell hatte Faber mit seiner Erfindung dennoch keinen Erfolg.
Noch lange nach Fabers Tod (1850 oder 1866, die Quellen gehen hier auseinander) erschienen Nachbauten, etwa eine stark verbesserte Version für die Komische Oper in Wien. Ob sie je zum Einsatz kam, ist unbekannt.
Die ersten Versuche, menschliche Sprache maschinell zu erzeugen, waren in der zweiten Hälfte des 18. Jahrhunderts unternommen worden. Ch. G. Kratzenstein, Professor der Physiologie in Kopenhagen, gelang es 1773, mit an Orgelpfeifen angeschlossenen Resonanzröhren Vokale hervorzubringen.